# Червяга Айзельта
Червяга Айзельта (лат. Atretochoana eiselti) — вид безногих земноводных, обитающих в Южной Америке. Изначально, до 1968 года вид входил в род Typhlonectes, но позже был переквалифицирован в отдельный монотипический род Atretochoana, так как было обнаружено, что этот вид ближе к роду Potomotyphlus, чем к Typhlonectes. Представители этого вида являются самыми большими из безлёгочных тетраподов, и одними из двух видов червяг лишенных лёгких, наряду с Microcaecilia iwokramae.

## Описание
Червяга Айзельта является самым большим тетраподом без лёгких, размер которого в два раза превышает размер второй по величине червяги с такой особенностью. Подобно другим червягам, A. eiselti — это безногое земноводное, имеющее змееобразное тело с кольцами, как у дождевых червей. Оно имеет значительные морфологические отличия от других червяг, являющимися даже представителями близкородственных родов; и даже в том случае, если они относятся к водным. Имеет широкий плоский череп, сильно отличающий его от других червяг; закрытые ноздри и увеличенный рот с подвижной щекой; а также имеется мясистый спинной плавник. Большинство червяг имеют хорошо развитое правое лёгкое и редуцированное левое, однако некоторые близкородственные к червяге Айзельта имеют два хорошо развитых лёгких. Она имеет ряд отличительный черт в связи с отсутствием лёгких, включающий заросшие хоаны и отсутствие легочной артерии. Кожа, обильно снабженная капиллярами вплоть до эпидермиса, способствуют газообмену. В черепе обнаружено наличие мускулов, не характерных ни для одного живущего организма
Венский экземпляр червяги Айзельта представляет собой большую особь до 72,5 см длиной, а бразильская — до 80,5 см.

## Открытие
Об экземпляре в венском музее известно лишь то, что он был обнаружен где-то в Южной Америке до 1945 года, но скорее всего в XIX веке. Об отсутствие лёгких не было известно до настоящего времени, поэтому он и был отнесен к виду Typhlonectes compressicauda. Как голотип, он был описан впервые Эдвардом Гаррисоном Тейлором в его монографии о Червягах мира в 1968. Он назвал образец как Typhlonectes eiselti, в честь венского герпетолога Джозефа Эйзелти. Тейлор пришёл к выводу, что экземпляр схож с родами Typhlonectes и Potomotyphlus. Приняв во внимание только большой размер и большое количество пластинчатых зубов, он занёс этот вид в род Typhlonectes. Тейлор не информировал кураторов музея, что он определил экземпляр как голотип; в связи с чем последний не был занесён в каталог единичных образцов музея и был выставлен за стеклом на всеобщее обозрение. После он был замечен английским герпетологом Марком Вилкинсоном, во время посещения музея. Тщательное изучение образца вместе с его американским коллегой Рональдом А. Нуссбаумом показало, что эта особь имеет ряд отличительных особенностей, включая большое количество пластинчатых зубов, о чём было упомянуто Тейлором, закрытые хоаны, что привело к заключению об отсутствие лёгких. Благодаря чему они определили этот вид в отдельный род, о чём они и доложили в результатах своих исследований в Трудах Лондонского королевского общества в 1995. Имя роду дали Atretochoana, что с греч. аtretos означает закрытый, заращенный, а choana — труба. В 1997 Вилкинсон и Нуссбаум опубликовали свои последующие исследования с подробной анатомией и морфологией. В 1998 ими была обнаружена вторая особь в бразильском университете, происхождение которой также было безызвестным. В 1999 они определили что Atretochoana является сестринской группой Potomotyphlus, а в 2011 занесли в семейство Typhlonectidae. Оба образца являются половозрелыми самками.

## Биология
На данный момент из-за недостатка информации Международным союзом охраны природы этот вид был квалифицирован как малоизученный (DD).
Большинство червяг являются роющими животными, однако некоторые, включая роды близкие к Atretochoana, в основном водные. Atretochoana считается водным животным, поскольку его близкородственные виды, безлегочные саламандры, а также некоторые безлегочные тетраподы являются водными.
Допускают, что она живёт в быстротекущей воде. Предполагают, что это редко встречающийся и имеющий ограниченное распространение вид, который вероятнее всего является хищником или падальщиком, и скорее всего живородящим.
В июне 2011 года эта амфибия была сфотографирована рядом Прайя-де-Маруху на острове Москеро (около Белен, Бразилия), которую сочли за A. eiselti, но что не было определено достоверно. В 2011 году ещё шесть особей было обнаружено в реке Мадейре, которая не является холодноводной или быстротекущей, как предполагалось. И поскольку кислорода в теплой воде ещё меньше чем в холодной, то это делает отсутствие лёгких ещё более необычным; и вопрос о том, как дышит эта червяга ещё не решён.